# Station Hosono
Station Hōsono (祝園駅,  Hōsono-eki) is een spoorwegstation in de Japanse stad Seika. Het wordt aangedaan door de Gakkentoshi-lijn. Het station heeft twee sporen, gelegen aan twee zijperrons. 

Het station is door middel van loopbruggen verbonden met het naastgelegen station Shin-Hōsono.

## Treindienst

### JR West
| 1 | ■ Gakkentoshi-lijn | richting Shijōnawate en Kyōbashi |
| 2 | ■ Gakkentoshi-lijn | richting Kizu                    |

## Geschiedenis
Het station werd in 1898 geopend. In 1994 werd het station verhoogd tot boven het maaiveld.

## Overig openbaar vervoer
Bussen 36, 38, 39, 41, 47, 48, 66, 73, 74 van het busnetwerk van Nara

## Stationsomgeving
- Station Shin-Hōsono aan de Kintetsu Kioto-lijn
- Seika Garden City (winkelcentrum)
- Stadhuis van Seika
- Bibliotheek van Seika
- Ziekenhuis van Seika
- Parlementaire bibliotheek in de Kansai

Kizu · Nishi-Kizu · Hōsono · Shimokoma · JR Miyamaki · Dōshisha-mae · Kyōtanabe · Ōsumi · Matsuiyamate · Nagao · Fujisaka · Tsuda · Kawachi-Iwafune · Hoshida · Higashi-Neyagawa · Shinobugaoka · Shijōnawate · Nozaki · Suminodō · Kōnoikeshinden · Tokuan · Hanaten · Shigino · Kyōbashi